# Eleccions a les Juntes Generals del País Basc de 2007
Les eleccions a les Juntes Generals del País Basc de 2007 es van celebrar el 27 de maig de 2007, escollint als membres de les Juntes Generals d'Àlaba, de Guipúscoa i de Biscaia.
Al llarg de la mateixa jornada, es van celebrar també eleccions a la majoria dels Parlaments Autonòmics d'Espanya (amb excepció dels parlaments d'Euskadi, Galícia, Catalunya i Andalusia); als Cabildos Insulars canaris; als Consells Insulars de Balears; al Consell General d'Aran; i als concejos de Navarra; així com les eleccions municipals.

## Candidats
En la següent taula es mostren els candidats a les Juntes Generals del País Basc, per part de les formacions polítiques que comptaven amb representació abans de les eleccions:
| Lurralde i Diputat General en l'anterior legislatura       | Candidats | Observacions |
| ---------------------------------------------------------- | --- | --- |
| Àlaba Ramón Rabanera Rivacoba (PP)                         | - PP: Javier de Andrés Guerra - PSE-EE: Txarli Prieto San Vicente - EAJ-PNV: Xabier Agirre López - EAE-ANV: Aitor Bezares Vargas - EB-B/Aralar: José Miguel Fernández López de Uralde - EA: Mikel Mintegi Areitioaurtena | - El Partit Nacionalista Basc i Eusko Alkartasuna es presentaren a les eleccions de 2003 en la candidatura conjunta EAJ-PNV/EA - Eusko Abertzale Ekintza-Acción Nacionalista Vasca no es presentà a les Juntes Generals d'Àlaba en les eleccions de 2003 - Ezker Batua-Berdeak y Aralar es presentaren a les eleccions de 2003 per separat; Aralar no obtingué representació - Unidad Alavesa, que es presentà a les eleccions de 2003 i obtingué representació, acordà la seva dissolució en 2005 |
| Guipúscoa Joxe Joan González de Txabarri Miranda (EAJ-PNV) | - PSE-EE: Miguel Buen Lacambra - EAJ-PNV: Markel Olano Arrese - EA: Iñaki Galdós Irazabal - EB-B/Aralar: Mikel Izagirre Rekondo - PP: Regina Otaola Muguerza                                                             | - El Partit Nacionalista Basc y Eusko Alkartasuna es presentaren a les eleccions de 2003 en la candidatura conjunta EAJ-PNV/EA - Ezker Batua-Berdeak y Aralar es presentaren a les eleccions de 2003 per separat |
| Biscaia José Luis Bilbao Eguren (EAJ-PNV)                  | - EAJ-PNV: José Luis Bilbao Eguren - PSE-EE: José Antonio Pastor Garrido - PP: Carlos Olazabal Estecha - EB-B/Aralar: José Ferrera Acuña - EA: Ricardo Barainka Barainka - EAE-ANV: Andoni Arriola Arana                 | - El Partit Nacionalista Basc y Eusko Alkartasuna es presentaren a les eleccions de 2003 en la candidatura conjunta EAJ-PNV/EA - Ezker Batua-Berdeak y Aralar es presentaren a les eleccions de 2003 per separat; Aralar no obtingué representació - Eusko Abertzale Ekintza-Acción Nacionalista Vasca no es presentà a les Juntes Generals de Biscaia a las eleccions de 2003 |

## Resultats electorals
Per optar al repartiment d'escons en una circumscripció, la candidatura ha d'obtenir almenys el 3% dels vots vàlids emesos en aquesta circumscripció.
El Diputat General és elegit pels membres de les Juntes Generals un cop constituïdes (entre l'1 i el 25 de juny).
| ← Eleccions a les Juntes Generals del País Basc de 2007 →                                            | |             |         |        |        |     |
| Lurralde                                                                                             | Diputat general i govern | Partit      | Vots    | %      | Escons | +/- |
| Àlaba 51 procuradors - Vitoria/Gazteiz: 38 - Zuia, Agurain, Añana, Kampezu i Laguardia: 7 - Aiara: 6 | - Diputat general: Xabier Agirre López (EAJ-PNV) - Govern: EAJ-PNV, EA i Aralar (en minoria) - Cens: 247.758 - Abstenció: 36,18% - Nuls: 3,01% - En blanc: 1,75% | PP          | 39.765  | 26,41% | 15     | 1   |
| Àlaba 51 procuradors - Vitoria/Gazteiz: 38 - Zuia, Agurain, Añana, Kampezu i Laguardia: 7 - Aiara: 6 | - Diputat general: Xabier Agirre López (EAJ-PNV) - Govern: EAJ-PNV, EA i Aralar (en minoria) - Cens: 247.758 - Abstenció: 36,18% - Nuls: 3,01% - En blanc: 1,75% | PSE-EE      | 39.596  | 26,29% | 14     | 2   |
| Àlaba 51 procuradors - Vitoria/Gazteiz: 38 - Zuia, Agurain, Añana, Kampezu i Laguardia: 7 - Aiara: 6 | - Diputat general: Xabier Agirre López (EAJ-PNV) - Govern: EAJ-PNV, EA i Aralar (en minoria) - Cens: 247.758 - Abstenció: 36,18% - Nuls: 3,01% - En blanc: 1,75% | EAJ-PNV     | 39.055  | 25,93% | 14     | =   |
| Àlaba 51 procuradors - Vitoria/Gazteiz: 38 - Zuia, Agurain, Añana, Kampezu i Laguardia: 7 - Aiara: 6 | - Diputat general: Xabier Agirre López (EAJ-PNV) - Govern: EAJ-PNV, EA i Aralar (en minoria) - Cens: 247.758 - Abstenció: 36,18% - Nuls: 3,01% - En blanc: 1,75% | EAE-ANV     | 13.151  | 8,73%  | 4      | 4   |
| Àlaba 51 procuradors - Vitoria/Gazteiz: 38 - Zuia, Agurain, Añana, Kampezu i Laguardia: 7 - Aiara: 6 | - Diputat general: Xabier Agirre López (EAJ-PNV) - Govern: EAJ-PNV, EA i Aralar (en minoria) - Cens: 247.758 - Abstenció: 36,18% - Nuls: 3,01% - En blanc: 1,75% | EB-B/Aralar | 10.201  | 6,77%  | 2 a    | 1   |
| Àlaba 51 procuradors - Vitoria/Gazteiz: 38 - Zuia, Agurain, Añana, Kampezu i Laguardia: 7 - Aiara: 6 | - Diputat general: Xabier Agirre López (EAJ-PNV) - Govern: EAJ-PNV, EA i Aralar (en minoria) - Cens: 247.758 - Abstenció: 36,18% - Nuls: 3,01% - En blanc: 1,75% | EA          | 8.692   | 5,77%  | 2      | 3   |
| Àlaba 51 procuradors - Vitoria/Gazteiz: 38 - Zuia, Agurain, Añana, Kampezu i Laguardia: 7 - Aiara: 6 | - Diputat general: Xabier Agirre López (EAJ-PNV) - Govern: EAJ-PNV, EA i Aralar (en minoria) - Cens: 247.758 - Abstenció: 36,18% - Nuls: 3,01% - En blanc: 1,75% | Altres      | 136     | 0,09%  | ---    | --- |
| Àlaba 51 procuradors - Vitoria/Gazteiz: 38 - Zuia, Agurain, Añana, Kampezu i Laguardia: 7 - Aiara: 6 | - Diputat general: Xabier Agirre López (EAJ-PNV) - Govern: EAJ-PNV, EA i Aralar (en minoria) - Cens: 247.758 - Abstenció: 36,18% - Nuls: 3,01% - En blanc: 1,75% | UA          | ---     | ---    | ---    | 1   |
| Guipúscoa51 junteros - Donostialdea: 17 - Bidasoa-Oiartzun: 11 - Deba-Urola: 14 - Oria: 9            | - Diputat general: Markel Olano Arrese (EAJ-PNV) - Govern: EAJ-PNV i EA (en minoría) - Cens: 563.088 - Abstenció: 40,25% - Nuls: 21,62% - En blanc: 2,17%        | PSE-EE      | 76.868  | 29,89% | 16     | 4   |
| Guipúscoa51 junteros - Donostialdea: 17 - Bidasoa-Oiartzun: 11 - Deba-Urola: 14 - Oria: 9            | - Diputat general: Markel Olano Arrese (EAJ-PNV) - Govern: EAJ-PNV i EA (en minoría) - Cens: 563.088 - Abstenció: 40,25% - Nuls: 21,62% - En blanc: 2,17%        | EAJ-PNV     | 71.795  | 27,92% | 16     | =   |
| Guipúscoa51 junteros - Donostialdea: 17 - Bidasoa-Oiartzun: 11 - Deba-Urola: 14 - Oria: 9            | - Diputat general: Markel Olano Arrese (EAJ-PNV) - Govern: EAJ-PNV i EA (en minoría) - Cens: 563.088 - Abstenció: 40,25% - Nuls: 21,62% - En blanc: 2,17%        | EB-B/Aralar | 36.789  | 14,31% | 6 b c  | 2   |
| Guipúscoa51 junteros - Donostialdea: 17 - Bidasoa-Oiartzun: 11 - Deba-Urola: 14 - Oria: 9            | - Diputat general: Markel Olano Arrese (EAJ-PNV) - Govern: EAJ-PNV i EA (en minoría) - Cens: 563.088 - Abstenció: 40,25% - Nuls: 21,62% - En blanc: 2,17%        | PP          | 35.017  | 13,62% | 6      | 2   |
| Guipúscoa51 junteros - Donostialdea: 17 - Bidasoa-Oiartzun: 11 - Deba-Urola: 14 - Oria: 9            | - Diputat general: Markel Olano Arrese (EAJ-PNV) - Govern: EAJ-PNV i EA (en minoría) - Cens: 563.088 - Abstenció: 40,25% - Nuls: 21,62% - En blanc: 2,17%        | EA          | 34.149  | 13,28% | 7 d    | 4   |
| Guipúscoa51 junteros - Donostialdea: 17 - Bidasoa-Oiartzun: 11 - Deba-Urola: 14 - Oria: 9            | - Diputat general: Markel Olano Arrese (EAJ-PNV) - Govern: EAJ-PNV i EA (en minoría) - Cens: 563.088 - Abstenció: 40,25% - Nuls: 21,62% - En blanc: 2,17%        | Altres      | 2.547   | 0,99%  | ---    | --- |
| Biscaia51 apoderats - Bilbao: 16 - Encartaciones: 13 - Busturia-Uribe: 13 - Durango-Arratia: 9       | - Diputat general: José Luis Bilbao Eguren (EAJ-PNV) - Govern: EAJ-PNV (en minoria) - Cens: 959.275 - Abstenció: 39,57% - Nuls: 9,81% - En blanc: 1,67%          | EAJ-PNV     | 209.237 | 40,84% | 23     | 1   |
| Biscaia51 apoderats - Bilbao: 16 - Encartaciones: 13 - Busturia-Uribe: 13 - Durango-Arratia: 9       | - Diputat general: José Luis Bilbao Eguren (EAJ-PNV) - Govern: EAJ-PNV (en minoria) - Cens: 959.275 - Abstenció: 39,57% - Nuls: 9,81% - En blanc: 1,67%          | PSE-EE      | 129.532 | 25,28% | 14     | 3   |
| Biscaia51 apoderats - Bilbao: 16 - Encartaciones: 13 - Busturia-Uribe: 13 - Durango-Arratia: 9       | - Diputat general: José Luis Bilbao Eguren (EAJ-PNV) - Govern: EAJ-PNV (en minoria) - Cens: 959.275 - Abstenció: 39,57% - Nuls: 9,81% - En blanc: 1,67%          | PP          | 84.863  | 16,56% | 8      | 2   |
| Biscaia51 apoderats - Bilbao: 16 - Encartaciones: 13 - Busturia-Uribe: 13 - Durango-Arratia: 9       | - Diputat general: José Luis Bilbao Eguren (EAJ-PNV) - Govern: EAJ-PNV (en minoria) - Cens: 959.275 - Abstenció: 39,57% - Nuls: 9,81% - En blanc: 1,67%          | EB-B/Aralar | 41.122  | 8,03%  | 4 e f  | 1   |
| Biscaia51 apoderats - Bilbao: 16 - Encartaciones: 13 - Busturia-Uribe: 13 - Durango-Arratia: 9       | - Diputat general: José Luis Bilbao Eguren (EAJ-PNV) - Govern: EAJ-PNV (en minoria) - Cens: 959.275 - Abstenció: 39,57% - Nuls: 9,81% - En blanc: 1,67%          | EA          | 27.104  | 5,29%  | 1      | 4   |
| Biscaia51 apoderats - Bilbao: 16 - Encartaciones: 13 - Busturia-Uribe: 13 - Durango-Arratia: 9       | - Diputat general: José Luis Bilbao Eguren (EAJ-PNV) - Govern: EAJ-PNV (en minoria) - Cens: 959.275 - Abstenció: 39,57% - Nuls: 9,81% - En blanc: 1,67%          | EAE-ANV     | 15.076  | 2,94%  | 1      | 1   |
| Biscaia51 apoderats - Bilbao: 16 - Encartaciones: 13 - Busturia-Uribe: 13 - Durango-Arratia: 9       | - Diputat general: José Luis Bilbao Eguren (EAJ-PNV) - Govern: EAJ-PNV (en minoria) - Cens: 959.275 - Abstenció: 39,57% - Nuls: 9,81% - En blanc: 1,67%          | Altres      | 5.413   | 1,06%  | ---    | --- |

a D'ells, 1 d'Aralar i 1 d'EB-B.

b D'ells, 4 d'EB-B i 2 d'Aralar.

c 2 junteros d'EB-B passaren a Alternatiba el 2009.

d Els 7 integrats en Hamaikabat des de 2009.

e D'ells, 3 d'EB-B i 1 d'Aralar. 

f Un apoderat d'EB-B passà a Alternatiba el 2009.

## Resultats electorals per circumscripcions

### Àlaba
| ← Eleccions a les Juntes Generals d'Àlaba de 2007 →           | |             |        |        |             |     |
| Quadrilla                                                     | Cens | Partit      | Vots   | %      | Procuradors | +/- |
| Aialra 6 procuradors                                          | - Cens: 28.445 - Votants: 18.705 (65,76%) - Abstenció: 9.740 (34,24%) - Nuls: 3.103 (16,59%) - Vàlids: 15.602 - Blancs: 378 (2,02%) - A candidatures: 15.224 (81,39%)       | EAJ-PNV     | 6.692  | 43,96% | 3           | 1   |
| Aialra 6 procuradors                                          | - Cens: 28.445 - Votants: 18.705 (65,76%) - Abstenció: 9.740 (34,24%) - Nuls: 3.103 (16,59%) - Vàlids: 15.602 - Blancs: 378 (2,02%) - A candidatures: 15.224 (81,39%)       | PSE-EE      | 2.749  | 18,06% | 1           | =   |
| Aialra 6 procuradors                                          | - Cens: 28.445 - Votants: 18.705 (65,76%) - Abstenció: 9.740 (34,24%) - Nuls: 3.103 (16,59%) - Vàlids: 15.602 - Blancs: 378 (2,02%) - A candidatures: 15.224 (81,39%)       | PP          | 2.422  | 15,91% | 1           | =   |
| Aialra 6 procuradors                                          | - Cens: 28.445 - Votants: 18.705 (65,76%) - Abstenció: 9.740 (34,24%) - Nuls: 3.103 (16,59%) - Vàlids: 15.602 - Blancs: 378 (2,02%) - A candidatures: 15.224 (81,39%)       | EA          | 2.161  | 14,19% | 1           | 1   |
| Aialra 6 procuradors                                          | - Cens: 28.445 - Votants: 18.705 (65,76%) - Abstenció: 9.740 (34,24%) - Nuls: 3.103 (16,59%) - Vàlids: 15.602 - Blancs: 378 (2,02%) - A candidatures: 15.224 (81,39%)       | EB-B/Aralar | 1.200  | 7,88%  | 0           | =a  |
| Vitoria-Gasteiz 38 procuradors (-1)b                          | - Cens: 184.440 - Votants: 114.930 (62,31%) - Abstenció: 69.510 (37,69%) - Nuls: 1.287 (1,12%) - Vàlids: 113.643 - Blancs: 1.963 (1,71%) - A candidatures: 111.680 (97,17%) | PSE-EE      | 33.434 | 29,94% | 12          | 2   |
| Vitoria-Gasteiz 38 procuradors (-1)b                          | - Cens: 184.440 - Votants: 114.930 (62,31%) - Abstenció: 69.510 (37,69%) - Nuls: 1.287 (1,12%) - Vàlids: 113.643 - Blancs: 1.963 (1,71%) - A candidatures: 111.680 (97,17%) | PP          | 32.228 | 28,86% | 12          | 1   |
| Vitoria-Gasteiz 38 procuradors (-1)b                          | - Cens: 184.440 - Votants: 114.930 (62,31%) - Abstenció: 69.510 (37,69%) - Nuls: 1.287 (1,12%) - Vàlids: 113.643 - Blancs: 1.963 (1,71%) - A candidatures: 111.680 (97,17%) | EAJ-PNV     | 23.749 | 21,27% | 8           | 2   |
| Vitoria-Gasteiz 38 procuradors (-1)b                          | - Cens: 184.440 - Votants: 114.930 (62,31%) - Abstenció: 69.510 (37,69%) - Nuls: 1.287 (1,12%) - Vàlids: 113.643 - Blancs: 1.963 (1,71%) - A candidatures: 111.680 (97,17%) | EAE-ANV     | 9.612  | 8,61%  | 3           | 3   |
| Vitoria-Gasteiz 38 procuradors (-1)b                          | - Cens: 184.440 - Votants: 114.930 (62,31%) - Abstenció: 69.510 (37,69%) - Nuls: 1.287 (1,12%) - Vàlids: 113.643 - Blancs: 1.963 (1,71%) - A candidatures: 111.680 (97,17%) | EB-B/Aralar | 7.655  | 6,85%  | 3           | 1a  |
| Vitoria-Gasteiz 38 procuradors (-1)b                          | - Cens: 184.440 - Votants: 114.930 (62,31%) - Abstenció: 69.510 (37,69%) - Nuls: 1.287 (1,12%) - Vàlids: 113.643 - Blancs: 1.963 (1,71%) - A candidatures: 111.680 (97,17%) | EA          | 5.002  | 4,48%  | 1           | 1   |
| Vitoria-Gasteiz 38 procuradors (-1)b                          | - Cens: 184.440 - Votants: 114.930 (62,31%) - Abstenció: 69.510 (37,69%) - Nuls: 1.287 (1,12%) - Vàlids: 113.643 - Blancs: 1.963 (1,71%) - A candidatures: 111.680 (97,17%) | UA          | ---    | ---    | ---         | 1   |
| Zuia, Agurain, Añana, Kampezu i Laguardia 7 procuradors (+1)c | - Cens: 34.873 - Votants: 24.489 (70,22%) - Abstenció: 10.384 (29,78%) - Nuls: 366 (1,49%) - Vàlids: 24.123 - Blancs: 431 (1,76%) - A candidatures: 23.692 (96,75%)         | EAJ-PNV     | 8.614  | 36,36% | 3           | 1   |
| Zuia, Agurain, Añana, Kampezu i Laguardia 7 procuradors (+1)c | - Cens: 34.873 - Votants: 24.489 (70,22%) - Abstenció: 10.384 (29,78%) - Nuls: 366 (1,49%) - Vàlids: 24.123 - Blancs: 431 (1,76%) - A candidatures: 23.692 (96,75%)         | PP          | 5.115  | 21,59% | 2           | =   |
| Zuia, Agurain, Añana, Kampezu i Laguardia 7 procuradors (+1)c | - Cens: 34.873 - Votants: 24.489 (70,22%) - Abstenció: 10.384 (29,78%) - Nuls: 366 (1,49%) - Vàlids: 24.123 - Blancs: 431 (1,76%) - A candidatures: 23.692 (96,75%)         | EAE-ANV     | 3.539  | 14,94% | 1           | 1   |
| Zuia, Agurain, Añana, Kampezu i Laguardia 7 procuradors (+1)c | - Cens: 34.873 - Votants: 24.489 (70,22%) - Abstenció: 10.384 (29,78%) - Nuls: 366 (1,49%) - Vàlids: 24.123 - Blancs: 431 (1,76%) - A candidatures: 23.692 (96,75%)         | PSE-EE      | 3.413  | 14,41% | 1           | =   |
| Zuia, Agurain, Añana, Kampezu i Laguardia 7 procuradors (+1)c | - Cens: 34.873 - Votants: 24.489 (70,22%) - Abstenció: 10.384 (29,78%) - Nuls: 366 (1,49%) - Vàlids: 24.123 - Blancs: 431 (1,76%) - A candidatures: 23.692 (96,75%)         | EA          | 1.529  | 6,45%  | 0           | 1   |
| Zuia, Agurain, Añana, Kampezu i Laguardia 7 procuradors (+1)c | - Cens: 34.873 - Votants: 24.489 (70,22%) - Abstenció: 10.384 (29,78%) - Nuls: 366 (1,49%) - Vàlids: 24.123 - Blancs: 431 (1,76%) - A candidatures: 23.692 (96,75%)         | EB-B/Aralar | 1.346  | 5,68%  | 0           | =a  |
| Zuia, Agurain, Añana, Kampezu i Laguardia 7 procuradors (+1)c | - Cens: 34.873 - Votants: 24.489 (70,22%) - Abstenció: 10.384 (29,78%) - Nuls: 366 (1,49%) - Vàlids: 24.123 - Blancs: 431 (1,76%) - A candidatures: 23.692 (96,75%)         | Altres      | 136    | 0,57%  | ---         | --- |

a Respecte a EB-B i Aralar per separat.

b Un procurador menys respecte de 2003.

c Un procurador més respecte de 2003.

### Guipúscoa
| ← Eleccions a les Juntes Generals de Guipúzcoa de 2007 → | |             |        |        |          |     |
| Comarques                                                | Cens | Partit      | Vots   | %      | Junteros | +/- |
| Bidasoa-Oiartzun 11 junteros                             | - Cens: 118.506 - Votants: 66.861 (56,42%) - Abstenció: 51.645 (43,58%) - Nuls: 13.464 (20,14%) - Vàlids: 53.407 - Blancs: 1.519 (2,27%) - A candidatures: 51.888 (77,59%)  | PSE-EE      | 20.072 | 38,68% | 5        | 2   |
| Bidasoa-Oiartzun 11 junteros                             | - Cens: 118.506 - Votants: 66.861 (56,42%) - Abstenció: 51.645 (43,58%) - Nuls: 13.464 (20,14%) - Vàlids: 53.407 - Blancs: 1.519 (2,27%) - A candidatures: 51.888 (77,59%)  | EAJ-PNV     | 11.815 | 22,77% | 3        | 2   |
| Bidasoa-Oiartzun 11 junteros                             | - Cens: 118.506 - Votants: 66.861 (56,42%) - Abstenció: 51.645 (43,58%) - Nuls: 13.464 (20,14%) - Vàlids: 53.407 - Blancs: 1.519 (2,27%) - A candidatures: 51.888 (77,59%)  | PP          | 7.594  | 14,64% | 1        | 1   |
| Bidasoa-Oiartzun 11 junteros                             | - Cens: 118.506 - Votants: 66.861 (56,42%) - Abstenció: 51.645 (43,58%) - Nuls: 13.464 (20,14%) - Vàlids: 53.407 - Blancs: 1.519 (2,27%) - A candidatures: 51.888 (77,59%)  | EB-B/Aralar | 6.416  | 12,37% | 1        | =a  |
| Bidasoa-Oiartzun 11 junteros                             | - Cens: 118.506 - Votants: 66.861 (56,42%) - Abstenció: 51.645 (43,58%) - Nuls: 13.464 (20,14%) - Vàlids: 53.407 - Blancs: 1.519 (2,27%) - A candidatures: 51.888 (77,59%)  | EA          | 5.413  | 10,43% | 1        | 1   |
| Bidasoa-Oiartzun 11 junteros                             | - Cens: 118.506 - Votants: 66.861 (56,42%) - Abstenció: 51.645 (43,58%) - Nuls: 13.464 (20,14%) - Vàlids: 53.407 - Blancs: 1.519 (2,27%) - A candidatures: 51.888 (77,59%)  | Plazandreok | 578    | 1,11%  | 0        | =   |
| Deba-Urola 14 junteros                                   | - Cens: 153.076 - Votants: 96.493 (63,04%) - Abstenció: 56.583 (36,96%) - Nuls: 23.249 (24,09%) - Vàlids: 73.244 - Blancs: 1.421 (1,47%) - A candidatures: 71.823 (74,44%)  | EAJ-PNV     | 26.721 | 37,2%  | 6        | =   |
| Deba-Urola 14 junteros                                   | - Cens: 153.076 - Votants: 96.493 (63,04%) - Abstenció: 56.583 (36,96%) - Nuls: 23.249 (24,09%) - Vàlids: 73.244 - Blancs: 1.421 (1,47%) - A candidatures: 71.823 (74,44%)  | PSE-EE      | 15.325 | 21,34% | 3        | 1   |
| Deba-Urola 14 junteros                                   | - Cens: 153.076 - Votants: 96.493 (63,04%) - Abstenció: 56.583 (36,96%) - Nuls: 23.249 (24,09%) - Vàlids: 73.244 - Blancs: 1.421 (1,47%) - A candidatures: 71.823 (74,44%)  | EB-B/Aralar | 11.873 | 16,53% | 2        | =a  |
| Deba-Urola 14 junteros                                   | - Cens: 153.076 - Votants: 96.493 (63,04%) - Abstenció: 56.583 (36,96%) - Nuls: 23.249 (24,09%) - Vàlids: 73.244 - Blancs: 1.421 (1,47%) - A candidatures: 71.823 (74,44%)  | EA          | 11.344 | 15,79% | 2        | =   |
| Deba-Urola 14 junteros                                   | - Cens: 153.076 - Votants: 96.493 (63,04%) - Abstenció: 56.583 (36,96%) - Nuls: 23.249 (24,09%) - Vàlids: 73.244 - Blancs: 1.421 (1,47%) - A candidatures: 71.823 (74,44%)  | PP          | 5.546  | 7,72%  | 1        | =   |
| Deba-Urola 14 junteros                                   | - Cens: 153.076 - Votants: 96.493 (63,04%) - Abstenció: 56.583 (36,96%) - Nuls: 23.249 (24,09%) - Vàlids: 73.244 - Blancs: 1.421 (1,47%) - A candidatures: 71.823 (74,44%)  | Berdeak-LV  | 1.014  | 1,41%  | 0        | =   |
| Donostialdea 17 junteros                                 | - Cens: 191.189 - Votants: 110.882 (58,00%) - Abstenció: 80.307 (42,00%) - Nuls: 18.734 (16,90%) - Vàlids: 92.150 - Blancs: 2.974 (2,68%) - A candidatures: 89.176 (80,42%) | PSE-EE      | 30.818 | 34,56% | 6        | 1   |
| Donostialdea 17 junteros                                 | - Cens: 191.189 - Votants: 110.882 (58,00%) - Abstenció: 80.307 (42,00%) - Nuls: 18.734 (16,90%) - Vàlids: 92.150 - Blancs: 2.974 (2,68%) - A candidatures: 89.176 (80,42%) | PP          | 18.116 | 20,31% | 4        | =   |
| Donostialdea 17 junteros                                 | - Cens: 191.189 - Votants: 110.882 (58,00%) - Abstenció: 80.307 (42,00%) - Nuls: 18.734 (16,90%) - Vàlids: 92.150 - Blancs: 2.974 (2,68%) - A candidatures: 89.176 (80,42%) | EAJ-PNV     | 17.807 | 19,97% | 3        | 1   |
| Donostialdea 17 junteros                                 | - Cens: 191.189 - Votants: 110.882 (58,00%) - Abstenció: 80.307 (42,00%) - Nuls: 18.734 (16,90%) - Vàlids: 92.150 - Blancs: 2.974 (2,68%) - A candidatures: 89.176 (80,42%) | EB-B/Aralar | 12.100 | 13,57% | 2        | 1a  |
| Donostialdea 17 junteros                                 | - Cens: 191.189 - Votants: 110.882 (58,00%) - Abstenció: 80.307 (42,00%) - Nuls: 18.734 (16,90%) - Vàlids: 92.150 - Blancs: 2.974 (2,68%) - A candidatures: 89.176 (80,42%) | EA          | 9.380  | 10,52% | 2        | 1   |
| Donostialdea 17 junteros                                 | - Cens: 191.189 - Votants: 110.882 (58,00%) - Abstenció: 80.307 (42,00%) - Nuls: 18.734 (16,90%) - Vàlids: 92.150 - Blancs: 2.974 (2,68%) - A candidatures: 89.176 (80,42%) | Plazandreok | 955    | 1,07%  | 0        | =   |
| Oria 9 junteros                                          | - Cens: 101.968 - Votants: 63.216 (62,00%) - Abstenció: 38.752 (38,00%) - Nuls: 17.516 (27,71%) - Vàlids: 45.698 - Blancs: 1.420 (2,25%) - A candidatures: 44.278 (70,04%)  | EAJ-PNV     | 15.452 | 34,90% | 4        | =   |
| Oria 9 junteros                                          | - Cens: 101.968 - Votants: 63.216 (62,00%) - Abstenció: 38.752 (38,00%) - Nuls: 17.516 (27,71%) - Vàlids: 45.698 - Blancs: 1.420 (2,25%) - A candidatures: 44.278 (70,04%)  | PSE-EE      | 10.653 | 24,06% | 2        | =   |
| Oria 9 junteros                                          | - Cens: 101.968 - Votants: 63.216 (62,00%) - Abstenció: 38.752 (38,00%) - Nuls: 17.516 (27,71%) - Vàlids: 45.698 - Blancs: 1.420 (2,25%) - A candidatures: 44.278 (70,04%)  | EA          | 8.012  | 18,09% | 2        | =   |
| Oria 9 junteros                                          | - Cens: 101.968 - Votants: 63.216 (62,00%) - Abstenció: 38.752 (38,00%) - Nuls: 17.516 (27,71%) - Vàlids: 45.698 - Blancs: 1.420 (2,25%) - A candidatures: 44.278 (70,04%)  | EB-B/Aralar | 6.400  | 14,45% | 1        | 1a  |
| Oria 9 junteros                                          | - Cens: 101.968 - Votants: 63.216 (62,00%) - Abstenció: 38.752 (38,00%) - Nuls: 17.516 (27,71%) - Vàlids: 45.698 - Blancs: 1.420 (2,25%) - A candidatures: 44.278 (70,04%)  | PP          | 3.761  | 8,49%  | 0        | 1   |

a Respecte a EB-B i Aralar per separat.

### Biscaia
| ← Eleccions a les Juntes Generals de Biscaia de 2007 → | |             |        |        |           |     |
| Comarques                                              | Cens | Partit      | Votos  | %      | Apoderats | +/- |
| Bilbao 16 apoderats                                    | - Cens: 297.815 - Votants: 169.503 (56,92%) - Abstenció: 128.312 (43,08%) - Nuls: 13.161 (7,76%) - Vàlids: 156.342 - Blancs: 2.864 (1,69%) - A candidatures: 153.478 (90,55%) | EAJ-PNV     | 61.154 | 39,85% | 7         | 1   |
| Bilbao 16 apoderats                                    | - Cens: 297.815 - Votants: 169.503 (56,92%) - Abstenció: 128.312 (43,08%) - Nuls: 13.161 (7,76%) - Vàlids: 156.342 - Blancs: 2.864 (1,69%) - A candidatures: 153.478 (90,55%) | PSE-EE      | 37.340 | 24,33% | 4         | 1   |
| Bilbao 16 apoderats                                    | - Cens: 297.815 - Votants: 169.503 (56,92%) - Abstenció: 128.312 (43,08%) - Nuls: 13.161 (7,76%) - Vàlids: 156.342 - Blancs: 2.864 (1,69%) - A candidatures: 153.478 (90,55%) | PP          | 35.878 | 23,38% | 4         | 1   |
| Bilbao 16 apoderats                                    | - Cens: 297.815 - Votants: 169.503 (56,92%) - Abstenció: 128.312 (43,08%) - Nuls: 13.161 (7,76%) - Vàlids: 156.342 - Blancs: 2.864 (1,69%) - A candidatures: 153.478 (90,55%) | EB-B/Aralar | 11.802 | 7,69%  | 1         | =a  |
| Bilbao 16 apoderats                                    | - Cens: 297.815 - Votants: 169.503 (56,92%) - Abstenció: 128.312 (43,08%) - Nuls: 13.161 (7,76%) - Vàlids: 156.342 - Blancs: 2.864 (1,69%) - A candidatures: 153.478 (90,55%) | EA          | 4.778  | 3,11%  | 0         | 1   |
| Bilbao 16 apoderats                                    | - Cens: 297.815 - Votants: 169.503 (56,92%) - Abstenció: 128.312 (43,08%) - Nuls: 13.161 (7,76%) - Vàlids: 156.342 - Blancs: 2.864 (1,69%) - A candidatures: 153.478 (90,55%) | B-LV        | 1.967  | 1,28%  | 0         | =   |
| Bilbao 16 apoderats                                    | - Cens: 297.815 - Votants: 169.503 (56,92%) - Abstenció: 128.312 (43,08%) - Nuls: 13.161 (7,76%) - Vàlids: 156.342 - Blancs: 2.864 (1,69%) - A candidatures: 153.478 (90,55%) | Altres      | 559    | 0,37%  | ---       | --- |
| Busturia-Uribe 13 apoderats (+1)b                      | - Cens: 232.580 - Votants: 148.791 (63,97%) - Abstenció: 83.789 (36,03%) - Nuls: 23.905 (16,07%) - Vàlids: 124.886 - Blancs: 2.494 (1,68%) - A candidatures: 122.392 (82,25%) | EAJ-PNV     | 60.407 | 49,36% | 7         | =   |
| Busturia-Uribe 13 apoderats (+1)b                      | - Cens: 232.580 - Votants: 148.791 (63,97%) - Abstenció: 83.789 (36,03%) - Nuls: 23.905 (16,07%) - Vàlids: 124.886 - Blancs: 2.494 (1,68%) - A candidatures: 122.392 (82,25%) | PP          | 19.859 | 16,23% | 2         | =   |
| Busturia-Uribe 13 apoderats (+1)b                      | - Cens: 232.580 - Votants: 148.791 (63,97%) - Abstenció: 83.789 (36,03%) - Nuls: 23.905 (16,07%) - Vàlids: 124.886 - Blancs: 2.494 (1,68%) - A candidatures: 122.392 (82,25%) | PSE-EE      | 18.587 | 15,19% | 2         | 1   |
| Busturia-Uribe 13 apoderats (+1)b                      | - Cens: 232.580 - Votants: 148.791 (63,97%) - Abstenció: 83.789 (36,03%) - Nuls: 23.905 (16,07%) - Vàlids: 124.886 - Blancs: 2.494 (1,68%) - A candidatures: 122.392 (82,25%) | EA          | 12.203 | 9,97%  | 1         | 1   |
| Busturia-Uribe 13 apoderats (+1)b                      | - Cens: 232.580 - Votants: 148.791 (63,97%) - Abstenció: 83.789 (36,03%) - Nuls: 23.905 (16,07%) - Vàlids: 124.886 - Blancs: 2.494 (1,68%) - A candidatures: 122.392 (82,25%) | EB-B/Aralar | 9.304  | 7,60%  | 1         | 1a  |
| Busturia-Uribe 13 apoderats (+1)b                      | - Cens: 232.580 - Votants: 148.791 (63,97%) - Abstenció: 83.789 (36,03%) - Nuls: 23.905 (16,07%) - Vàlids: 124.886 - Blancs: 2.494 (1,68%) - A candidatures: 122.392 (82,25%) | B-LV        | 1.914  | 1,56%  | 0         | =   |
| Busturia-Uribe 13 apoderats (+1)b                      | - Cens: 232.580 - Votants: 148.791 (63,97%) - Abstenció: 83.789 (36,03%) - Nuls: 23.905 (16,07%) - Vàlids: 124.886 - Blancs: 2.494 (1,68%) - A candidatures: 122.392 (82,25%) | Altres      | 117    | 0,10%  | ---       | --- |
| Durango-Arratia 9 apoderats                            | - Cens: 175.051 - Votants: 107.962 (61,67%) - Abstenció: 67.089 (38,33%) - Nuls: 18.037 (16,71%) - Vàlids: 89.149 - Blancs: 1.861 (1,72%) - A candidatures: 87.288 (81,57%)   | EAJ-PNV     | 37.322 | 42,76% | 4         | =   |
| Durango-Arratia 9 apoderats                            | - Cens: 175.051 - Votants: 107.962 (61,67%) - Abstenció: 67.089 (38,33%) - Nuls: 18.037 (16,71%) - Vàlids: 89.149 - Blancs: 1.861 (1,72%) - A candidatures: 87.288 (81,57%)   | PSE-EE      | 23.767 | 27,23% | 3         | 1   |
| Durango-Arratia 9 apoderats                            | - Cens: 175.051 - Votants: 107.962 (61,67%) - Abstenció: 67.089 (38,33%) - Nuls: 18.037 (16,71%) - Vàlids: 89.149 - Blancs: 1.861 (1,72%) - A candidatures: 87.288 (81,57%)   | PP          | 10.730 | 12,29% | 1         | =   |
| Durango-Arratia 9 apoderats                            | - Cens: 175.051 - Votants: 107.962 (61,67%) - Abstenció: 67.089 (38,33%) - Nuls: 18.037 (16,71%) - Vàlids: 89.149 - Blancs: 1.861 (1,72%) - A candidatures: 87.288 (81,57%)   | EB-B/Aralar | 9.585  | 10,98% | 1         | =a  |
| Durango-Arratia 9 apoderats                            | - Cens: 175.051 - Votants: 107.962 (61,67%) - Abstenció: 67.089 (38,33%) - Nuls: 18.037 (16,71%) - Vàlids: 89.149 - Blancs: 1.861 (1,72%) - A candidatures: 87.288 (81,57%)   | EA          | 5.028  | 5,76%  | 0         | 1   |
| Durango-Arratia 9 apoderats                            | - Cens: 175.051 - Votants: 107.962 (61,67%) - Abstenció: 67.089 (38,33%) - Nuls: 18.037 (16,71%) - Vàlids: 89.149 - Blancs: 1.861 (1,72%) - A candidatures: 87.288 (81,57%)   | Altres      | 856    | 0,98%  | ---       | --- |
| Encartaciones 13 apoderats (-1)c                       | - Cens: 253.829 - Votants: 153.457 (60,46%) - Abstenció: 100.372 (39,54%) - Nuls: 1.782 (1,16%) - Vàlids: 151.675 - Blancs: 2.485 (1,62%) - A candidatures: 149.190 (97,22%)  | EAJ-PNV     | 50.354 | 33,75% | 5         | =   |
| Encartaciones 13 apoderats (-1)c                       | - Cens: 253.829 - Votants: 153.457 (60,46%) - Abstenció: 100.372 (39,54%) - Nuls: 1.782 (1,16%) - Vàlids: 151.675 - Blancs: 2.485 (1,62%) - A candidatures: 149.190 (97,22%)  | PSE-EE      | 49.838 | 33,41% | 5         | =   |
| Encartaciones 13 apoderats (-1)c                       | - Cens: 253.829 - Votants: 153.457 (60,46%) - Abstenció: 100.372 (39,54%) - Nuls: 1.782 (1,16%) - Vàlids: 151.675 - Blancs: 2.485 (1,62%) - A candidatures: 149.190 (97,22%)  | PP          | 18.396 | 12,33% | 1         | 1   |
| Encartaciones 13 apoderats (-1)c                       | - Cens: 253.829 - Votants: 153.457 (60,46%) - Abstenció: 100.372 (39,54%) - Nuls: 1.782 (1,16%) - Vàlids: 151.675 - Blancs: 2.485 (1,62%) - A candidatures: 149.190 (97,22%)  | EAE-ANV     | 15.076 | 10,11% | 1         | 1   |
| Encartaciones 13 apoderats (-1)c                       | - Cens: 253.829 - Votants: 153.457 (60,46%) - Abstenció: 100.372 (39,54%) - Nuls: 1.782 (1,16%) - Vàlids: 151.675 - Blancs: 2.485 (1,62%) - A candidatures: 149.190 (97,22%)  | EB-B/Aralar | 10.431 | 6,99%  | 1         | =a  |
| Encartaciones 13 apoderats (-1)c                       | - Cens: 253.829 - Votants: 153.457 (60,46%) - Abstenció: 100.372 (39,54%) - Nuls: 1.782 (1,16%) - Vàlids: 151.675 - Blancs: 2.485 (1,62%) - A candidatures: 149.190 (97,22%)  | EA          | 5.095  | 3,42%  | 0         | 1   |

a Respecte a EB-B i Aralar per separat.

b Un apoderat més respecte de 2003.

c Un apoderat menys respecte de 2003.